# Heinz-Helmut Wehling
Heinz-Helmut Wehling (* 8. September 1950 in Bad Frankenhausen) ist ein ehemaliger deutscher Ringer.

## Werdegang
Wehling trainierte bis 1976 beim ASK Vorwärts Rostock und ab 1977 beim ASK Vorwärts Frankfurt/Oder. Der im griechisch-römischen Stil kämpfender Sportler erzielte bei den Olympischen Spielen 1972 hinter dem Bulgaren Georgi Markow die Silbermedaille im Federgewicht. Dabei profitierte Markow davon, dass er keinen der vorn platzierten Ringer – auch nicht gegen Wehling – antreten musste und in der Schlussrunde ein Freilos hatte. Vier Jahre später holte Wehling im Leichtgewicht bei den Olympischen Spielen 1976 eine Bronzemedaille.
Im Federgewicht belegt Wehling bei den Weltmeisterschaften 1970 den 4. Platz, 1971 den 6. Platz. Danach im Leichtgewicht startend, gewann er bei den Weltmeisterschaften 1973 Bronze und 1974 Silber. Bei den Weltmeisterschaften von 1975 wurde Wehling Fünfter. 1977 war er Weltmeister und belegt 1978 den sechsten Rang.
Wehling wurde 1970 Europameister im Federgewicht. Bei den Europameisterschaften von 1974 holte er im Leichtgewicht Bronze, 1976 und 1979 belegte Wehling den vierten und 1977 den sechsten Platz. Außerdem war Wehling in den Jahren 1973–1975, 1977 und 1978 DDR-Meister, 1979 Vize-Meister im Leichtgewicht sowie 1971 und 1972 DDR-Meister und 1970 Vize-Meister im Federgewicht.
Nach Angaben des Sporthistorikers Giselher Spitzer zählte Wehling zu den ersten DDR-Sportlern, bei denen im Rahmen der Ringer-Weltmeisterschaften von 1979 erstmals gezielt Doping eingesetzt wurde.
Nach seiner genehmigten Ausreise aus der DDR wurde er Ende November 1989 Trainer am Olympiastützpunkt Saarbrücken. Wehling arbeitete in Trier in einer Tagesschmerzklinik. Dort war er für die körperliche Fitness durch Nordic-Walking und Ausdauertraining zuständig. Mittlerweile betreibt er in Waghäusel (Baden) eine in ein Fitnessstudio integrierte Physiotherapiepraxis. Eine weitere Praxis hat er in Rheinland-Pfalz.

## Auszeichnungen
- 1972: Vaterländischer Verdienstorden in Bronze